# James Gandolfini
James J. Gandolfini, Jr (18. september 1961 – 19. juni 2013 i Rom, Italien) var en amerikansk skuespiller, som blandt andet var kendt for sin rolle som Tony Soprano i den amerikanske dramaserie The Sopranos.